# ایلیا بوزولیاس
 ایلیا بوزولیاس (صربی: Ilija Bozoljac؛ زادهٔ ۲ اوت ۱۹۸۵) یک تنیس‌باز اهل صربستان است. 